# Okres Lubartów
Okres Lubartów (polsky Powiat lubartowski) je okres v polském Lublinském vojvodství. Rozlohu má 1290,35 km² a v roce 2020 zde žilo 87 850 obyvatel. Sídlem správy okresu je město Lubartów.

## Gminy
Městská:
- Lubartów

Městsko-vesnické:
- Kamionka
- Kock
- Ostrów Lubelski

Vesnické:
- Abramów
- Firlej
- Jeziorzany
- Lubartów
- Michów
- Niedźwiada
- Ostrówek
- Serniki
- Uścimów

## Města
- Kamionka
- Kock
- Lubartów
- Ostrów Lubelski

## Sousední okresy
| Růžice kompasu | Łuków  | Radzyń Podlaski | Parczew | Růžice kompasu |
| Růžice kompasu | Ryki   | Sever           | Parczew | Růžice kompasu |
| Růžice kompasu | Ryki   | Okres Lubartów  | Parczew | Růžice kompasu |
| Růžice kompasu | Ryki   | Jih             | Parczew | Růžice kompasu |
| Růžice kompasu | Puławy | Lublin          | Łęczna  | Růžice kompasu |